# Ruslan Ponomariov
Pour les articles homonymes, voir Ponomariov.
Ruslan Ponomariov (né le 11 octobre 1983 à Gorlovka, Ukraine) est un grand maître international du jeu d'échecs. Il a été champion du monde de la Fédération internationale des échecs (FIDE) en 2002.

## Biographie et carrière
En 1996, à 12 ans seulement, Ruslan Ponomariov devient champion d'Europe des moins de 18 ans. En 1997, il est champion du monde des moins de 18 ans. Il obtient le titre de grand maître international en 1998, à l'âge de 14 ans. À l'époque, il est le plus jeune grand maître international (GMI) de tous les temps.
Il remporte le Mémorial Tal 2006, ex æquo avec Péter Lékó.
Il remporte en 2010 le tournoi d'échecs de Dortmund et en 2011 le championnat d'Ukraine.

### Champion du monde FIDE (2002)
En 2002, Ponomariov bat son compatriote Vassili Ivantchouk en finale du championnat du monde de la Fédération internationale des échecs (FIDE) sur le score de 4,5-2,5. À 18 ans, il devient le plus jeune champion du monde de l'histoire du jeu d'échecs. La même année, il termine deuxième au très fort tournoi de Linares derrière Garry Kasparov.
Un match contre Kasparov devait être organisé en septembre 2003 à Yalta, dans le cadre du processus de réunification du championnat du monde (appelé l'accord de Prague). Après de nombreux rebondissements, Ponomariov refuse de signer son contrat et le match est annulé. Il conserve son titre de champion du monde jusqu'à ce que Rustam Qosimjonov remporte le championnat suivant en 2004.
| Année(s)  | Lieu                               | Résultat      | Ultimes adversaires | Adversaires battus |
| --------- | ---------------------------------- | ------------- | ------------------- | --- |
| 1999      | Las Vegas                          | deuxième tour | Veselin Topalov     | Mohammed Al-Modiahki |
| 2000      | New Delhi                          | premier tour  | Đào Thiên Hải       | |
| 2001-2002 | Moscou (championnat du monde FIDE) | Vainqueur     | Vassili Ivantchouk  | Li Wenliang, Sergei Tiviakov, Kiril Georgiev, Aleksandr Morozevitch, Ievgueni Bareïev, Peter Svidler Vassili Ivantchouk |

### Finaliste de la coupe du monde (2005 et 2009)
En 2005, Ponomariov se classe deuxième à la coupe du monde de la FIDE, perdant en finale contre Levon Aronian. Lors du tournoi des candidats au Championnat du monde d'échecs 2007, il est éliminé au premier tour par Sergueï Roublevski.
| Année(s) | Lieu                             | Résultat                         | Ultimes adversaires                                                   | Adversaires battus                                                                                     |
| -------- | -------------------------------- | -------------------------------- | --------------------------------------------------------------------- | --- |
| 2005     | Khanty-Mansiïsk (coupe du monde) | finaliste                        | Levon Aronian                                                         | Ahmed Adly, Alexandre Motylev, Xu Jun, Loek van Wely Ievgueni Bareïev, Aleksandr Grichtchouk           |
| 2007     | Khanty-Mansiïsk (coupe du monde) | quart de finale (cinquième tour) | Gata Kamsky                                                           | Essam El-Gindy, Wang Hao, Ievgueni Tomachevski, Krishnan Sasikiran                                     |
| 2009     | Khanty-Mansiïsk (coupe du monde) | finaliste                        | Boris Guelfand                                                        | Essam El-Gindy, Varuzhan Akobian, Alexandre Motylev, Étienne Bacrot, Vugar Gashimov, Vladimir Malakhov |
| 2011     | Khanty-Mansiïsk (coupe du monde) | quatrième (demi-finaliste)       | Peter Svidler (demi-finale)Vassili Ivantchouk (match pour la 3e place | Robert Gwaze, Ni Hua Zahar Efimenko, Lázaro Bruzón Vugar Gashimov                                      |
| 2013     | Tromsø                           | deuxième tour                    | Daniil Doubov                                                         | Torbjørn Ringdal Hansen                                                                                |
| 2017     | Tbilissi                         | premier tour                     | S. P. Sethuraman                                                      | |
| 2019     | Khanty-Mansiïsk                  | premier tour                     | Andreï Essipenko                                                      | |
| 2023     | Bakou                            | quatrième tour (16e de finale)   | Ferenc Berkes                                                         | Dmitrij Kollars Lê Quang Liêm                                                                          |

### Olympiades
Ponomariov a remporté deux fois l'olympiade d'échecs avec l'Ukraine (2004 et 2010). Lors de l'olympiade de 2006, il obtient la médaille d'or au troisième échiquier.

### Meilleurs classements mondiaux
Le meilleur classement Elo de Ponomariov a été obtenu en juillet 2011 avec 2 764 points (et une dixième place au classement mondial).
Son meilleur rang dans le Top 100 de la Fédération internationale des échecs a été sixième joueur mondial en avril et juillet 2002 (avec 2 743 points).

## Une partie remarquable
Dans la partie suivante, Ruslan Ponomariov a mis en avant ses qualités de lutteur :
Ruslan Ponomariov – Vassili Ivantchouk, Championnat du monde FIDE 2002, 5e partie (annotations tirées de l'Europe Échecs n° 509 de mars 2002, p. 14-15)
1. e4 e5 2. Cf3 Cc6 3. Fb5 a6 4. Fa4 Cf6 5. 0-0 Fe7 6. Te1 b5 7. Fb3 0-0 8. h3!? Fb7 9. d3 d6 10. a3 Cb8 11. Cbd2 Cbd7 12. Cf1 Te8 13. Cg3 c6 14. Ch2? d5 15. Df3 g6 16. Fa2?! Ff8 17. Fg5 h6 18. Fd2 Fg7 19. Cg4 Cxg4 20. hxg4 Cc5 21. Tad1 Tc8 22. Cf1 Ce6 23. Dg3 Rh7 24. Ch2 f6!? 25. Cf3 c5 26. Dh2? Cd4 27. Cxd4?! cxd4 28. c3 dxc3 29. bxc3? dxe4 30. dxe4 De7 31. a4 bxa4 32. Dh3 Ted8 33. Df3 Tc7 34. Fc1 Tcd7 35. Fb1 De6 36. Txd7 Txd7 37. Fc2 Fc6 38. Td1 Da2 39. Txd7 Fxd7 40. Dd1 Fb5 41. Fe3 Dc4 42. Rh2 Fc6 43. Da1 Ff8! 44. Fb1 a3 45. f3 Db3 46. Da2 Fa4 47. Rg3 Rg7?? 48. Dd2! g5 49. Fa2 Db7 50. Dd3! Fe8? 51. Dd5 Dxd5 52. exd5 a5 53. c4 Fb4! 54. c5 Rf8 55. Rf2 Fb5 56. c6 Re7 57. Fa7 Rd8 58. Fb6+ Rc8? 59. Re3 a4? 60. Re4  Fe2 61. Rf5 e4 62. Re6 exf3 63. d6 Fxd6 64. Rxd6   1-0.

## Incident de jeu
Le 11 octobre 2003, le jour de son 20e anniversaire, Ruslan Ponomariov devient le premier joueur de premier plan à perdre une partie à cause de la sonnerie de son téléphone mobile. Cet incident se produit lors de la première ronde du championnat d'Europe des clubs à Plovdiv, en Bulgarie, contre le GMI suédois Evgeni Agrest.